# Табу (фильм, 1987)
«Табу» (пол. Tabu) — фильм ПНР 1987 года режиссёра Анджея Бараньского по одноимённому рассказу финского писателя Тимо Мукка 1965 года.

## Сюжет
Молодая вдова и её взрослеющая дочь Милка живут в отдалённой от деревни усадьбе. В работах по хозяйству им помогает сосед — молодой и одинокий Кристиан. Он нравится как вдове так и Мильке. В свою очередь Милька нравится Стефеку, сыну лавочницы, но Милька отвергает его. А её мать отказывает старому органисту, просящему её руку. Кристиан ценит больше всего свободу и выход видит только в бегстве от этих двух женщин. Через некоторое время выясняется, что Милька ждёт ребёнка. Теперь только мать понимает, что связывало дочь с Кристианом. Милька обращается к Стефеку, но тот не хочет жениться на беременной девушке. Тогда Милка предлагает себя в жёны органисту, тот соглашается, и когда рождается ребёнок, органист окружает его истинно отцовской заботой, а между супругами — хотя никто этого и не ожидал — рождается чувство. Апатия и чувство жизненного бедствия сводят мать с ума. Не видя для себя места, она лишает себя жизни.

## В ролях
- Бернадетта Махала-Кшеминьская — Милька
- Гражина Шаполовская — мать Мильки
- Кшиштоф Гоштыла — Кристиан
- Олаф Любашенко — Стефек
- Зофия Мерле — мать Стефека
- Бронислав Павлик — органист

## Фестивали и награды
- 1988 — Гдыньский кинофестиваль — приз за мужскую роль второго плана Брониславу Павлику[1].